# Saint-Denis-lès-Bourg
Saint-Denis-lès-Bourg è un comune francese di 5 535 abitanti situato nel dipartimento dell'Ain della regione dell'Alvernia-Rodano-Alpi.

## Società

### Evoluzione demografica
Abitanti censiti